# Ензим
Ензимите са молекули, които катализират биохимични процеси в клетката. Типичните ензими представляват белтъци или белтъчни комплекси, но съществуват и рибонуклеинови киселини с ензимна функция – т.нар. рибозими. Синтетични молекули, наречени изкуствени ензими, също показват каталитични способности.
С помощта на ензимите биохимичните реакции в организма могат да бъдат ускорени до 1 000 000 пъти. Принципът на действие включва снижаването на енергетичната бариера за протичането на дадена реакция до стойности, гарантиращи осъществяването на процеса, без това да влияе на термодинамичното равновесие. Именно тази основна функция на ензимите, както и възможностите за контрол върху ензимното действие ги правят важен компонент на всяка жива система.
Открити са над 4000 ензима, а повече от 1000 са сравнително добре описани.

## Етимология и кратка история на ензимологията
Произходът на думата ензим идва от гръцкото „en zymē“, означаващо „в мая“. Понятието е въведено през 1878 г. от Вили Кюне първоначално за описание на последователност от неизвестни процеси, но съвременното му значение включва обозначаването на отделни биологично активни молекули. Като синоним на ензим в българския език се използва и фермент (субстанция, предизвикваща ферментация). Постепенно в научната литература думата фермент губи своята популярност.
Първите стъпки в познанието за същността на ензимите датират от края на 18 и началото на 19 век, когато било забелязано, че определени животински или растителни екстракти могат да разграждат хранителни вещества, но по това време деликатният механизъм на протичащите процеси бил неизвестен.
Началото на науката за строежа и функцията на ензимите – ензимолология, поставя Луи Пастьор с изследванията си върху алкохолната ферментация. Луи Пастьор стига до извода, че ферментацията е функция на живи системи, каквито са дрождевите клетки, и е невъзможна без тяхното участие. Виталистичната убеденост на Пастьор постулира участието на жива сила (vis vitalis), която той нарича фермент.
През 1897 г. Едуард Бухнер показва, че процесът на ферментация се дължи на определени вещества в самата клетка. Бухнер открива също, че тези вещества са относително нестабилни и могат да бъдат инактивирани при ниски температури.
Макар и по това време ензимите да не са били достъпни в чиста форма, работите върху механизма на действие позволяват в началото на 20 век да се оформят и първите хипотези за белтъчната природа и фината структура на ензимите, както и да се направят първите математически модели на ензимна кинетика.
Окончателното отхвърляне на хипотезата за живата сила и потвърждаването на белтъчната природа на ензимите става след изолирането на първите ензими – уреаза (през 1926 г. от Джеймс Съмнър), пепсин и трипсин (през 1929 г. от Джон Нортроп). През 1946 г. Съмнър и Нортроп заедно с Уендел Станли получават Нобелова награда за химия за пречистването и кристализирането на ензими.
Откритието, че ензимите могат да кристализират, дава възможност структурата им да бъде изследвана чрез рентгенова кристалография. Това е направено за пръв път с лизозима – ензим, съдържащ се в сълзите, слюнката и яйчения белтък. Структурата му е описана от група, ръководена от Дейвид Чилтън Филипс, през 1965 г. Именно тази висококачествена структура на лизозима поставя началото на клон от биологията, известен като структурна биология, и дава една от най-ранните представи за това, как ензимите осъществяват своето каталитично действие.

## Структура
С изключение на малка група каталитично активни РНК молекули, всички познати ензими са белтъци. Като типични белтъци ензимите са изградени от линейното подреждане на аминокиселини в полипептидни вериги. Дължината на тези вериги варира от стотина до десетки хиляди аминокиселини. Функцията на ензима зависи не само от правилното подреждане на отделните аминокиселини, но преди всичко от триизмерното нагъване на полипептидната верига в пространството.
Често се наблюдава и асоцииране на няколко отделни протеина в самостоятелна единица, функционираща като едно цяло. В този случай ензимите се наричат олигомери – съставени от отделни независими белтъци.
В зависимост от строежа си ензимите се разделят на две групи:
1. Еднокомпонентни ензими – изградени само от прости белтъци. При хидролиза дават смес от аминокиселини.
2. Двукомпонентни ензими (холоензими) – хидролизата им води до получаването на два компонента – белтъчна компонента – апоензим, и небелтъчна (нискомолекулна) компонента – кофактор.

В рамките на апоензима се открояват няколко важни функционални участъка:
- Активният (каталитичен) участък е мястото на осъществяване на самата каталитична реакция и пряката връзка със субстрата. Често това са малко на брой аминокиселини, приближени пространствено при нагъването на полипептидната верига.
- Свързващ участък – разположен в близост или около активния участък и представляващ областта на допълнителна връзка между субстрата и самата ензимна молекула (обикновено с поддържаща функция).
- Регулаторен участък (незадължителен) – това са области от белтъка, където взаимодействието с други регулаторни молекули променя конформацията на ензима и влияе върху неговото действие.

Кофакторите могат да бъдат разнообразни по природа и функции. Често са ковалентно свързани с белтъчната част и неразривно участват в каталитичния акт. Този тип се означава като простетична група. Ролята на простетични групи изпълняват малки органични съединения (тиамин-пирофосфат), както и метални катиони. Друг тип кофактори, наречени коензими, не са здраво свързани с ензима, но са необходими за функционирането му. Те се асоциират в момента на самата реакция, тъй като присъстват в големи количества в средата. Коензимите са също малки органични съединения (флавин, НАД, хем) или неорганични метални йони.

## Механизъм на действие
Ензимите катализират превръщането на определени химични съединения, наречени субстрати на реакцията, в съответни продукти. Процесът протича на няколко етапа, като се минава през създаването на ензимсубстратен комплекс, ензимпродуктен комплекс и се стига до получаването на реакционен продукт и отделяне на ензима:
{\displaystyle \mathrm {E} \;+\;\mathrm {C} \;\Longleftrightarrow \;\mathrm {EC} \;\Longleftrightarrow \;\mathrm {E} \Pi \;\rightarrow \;\mathrm {E} \;+\;\Pi }
Базова концепция в целия механизъм е т. нар. преходно състояние. Преходното състояние е хипотетичен момент, в който е протичането на реакцията в права посока (до получаване на продукт) или в обратна посока (до формирането на субстрат) е равновероятно. Това не е химично съединение, подобно на възможни междинни продукти, а представлява състояние на максимална енергия – напрегнатост на системата.
Ензимите могат да осъществят до няколко милиона каталитични цикъла (получаване на продукт, отделяне от продукта и свързване на нов субстрат).

### Специфичност
Ензимите обикновено са специфични както по отношение на реакцията, която катализират, така и по отношение на веществата, които влизат в нея. Специфичността се определя от съответствието във формата на субстрата и каталитичния участък на ензима, от привличането и отблъскването на повърхностните им електрични заряди и от съвпадението на съответни хидрофобни и хидрофилни области. Съществуват няколко типа специфичност на ензимното действие, присъщи в различна степен за отделните ензими:
- Хемоспецифичност (групова специфичност) – специфичност по отношение на определени химични групи, присъстващи в субстрата.
- Региоспецифичност (реакционна специфичност) – специфичност по отношение на тип връзка, която се разкъсва или създава в течение на реакцията.
- Стереоспецифичност – специфичност по отношение на конфигурацията на молекулата с предпочитание към един или друг енантиомер.

За обяснение на наличието на специфичност по отношение на различни възможни изходни вещества първоначално била прилагана хипотезата на Емил Фишер за т. нар. структурно съответствие тип ключ-ключалка. Тя постулирала пълно структурно съответствие между субстрата и ензима, като субстратът буквално прилепва в активния център на ензима. Хипотезата не може да обясни стабилизацията на преходното състояние.
Корекцията на предложения от Фишер модел е направена от Даниел Кошланд през 1958 г., когато Кошланд предлага модела на индуцираното структурно сходство. Според него в момента на взаимодействие ензимът се нагажда конформационно към субстрата, за да се получи пълно съответствие.
При особено сложни субстратни молекули, каквито могат да са например цели белтъчни молекули, не е изключено и нагаждане на самия субстрат чрез конформационни промени в него самия.

## Метаболитни пътища
Някои от ензимите могат да работят заедно в специфичен порядък, образуващи метаболитни пътища (серия от химични реакции, осъществяващи се в клетката и катализирани от ензими). В тях един ензим взима продукта от друг ензим като начален субстрат. След каталитичната реакция продуктът се прехвърля на друг ензим. Крайният продукт от този метаболитен път е често инхибитор на един от първите ензими, което гарантира необратимост на реакцията и така се регулира количеството на крайния продукт, получен по този начин.
Най-общи механизми на инхибиране по тип обратна връзка:
- 1. Общ механизъм на инхибиране, където продукт P инхибира етапи (A->B).
- 2. Последователно инхибиране. Крайните продукти P1 и P2 инхибират първата фаза от техния индивидуален път (C->D или C->F). Ако двата продукта са в достатъчни количества, всички пътища от C са блокирани. Това води до изграждане на C, което, от своя страна, инхибира първата стъпка A->B.
- 3. Съгласувано инхибиране. Всеки краен продукт инхибира първата индивидуална фаза. Заедно те инхибират първата обща стъпка.
- 4. Ензимно наслагване. Всеки продукт инхибира първата индивидуална фаза, а един от ензимите прави първата обща фаза.
- 5. Натрупващо се инхибиране. Всеки краен продукт инхибира първата индивидуална фаза. Заедно те инхибират частично първата обща стъпка.

## Термодинамика на ензимната реакция
Подобно на всички други катализатори ензимите катализират само термодинамично възможни процеси. Това са спонтанни реакции, при които имаме негативна промяна на свободната енергия на Гибс. Ензимът не влияе на термодинамичното равновесие, но помага то да бъде достигнато значително по-бързо. Възможно е спонтанната некатализирана реакция да води до формирането на различен продукт от този при ензимкатализирана реакция, но това е избор на един от възможните реакционни пътища. Пример от класическата термодинамика е взаимодействие на въглерод и водород – възможните продуктите на реакцията са множество. Но ако същата реакция се катализира от хипотетичен ензим, той ще е специализиран за формирането на единствен продукт.
Ензимите могат да обединяват силно изгоден термодинамичен процес с реакция, която е термодинамично неизгодна. Сумарно процесът се нарича спрегната реакция. Често като избор за термодинамично изгоден процес се осъществява хидролизата на енергетически богато съединение (напр. АТФ), а отделената енергия се използва за създаването на нови химични връзки в други молекули.
Ензимът катализира както правата, така и обратната реакция до достигането на термодинамичното равновесие. Правата и обратната реакция не влияят върху равновесието, а само върху скоростта на достигането му. Например карбоанхидразата катализира следните две реакции в зависимост от началната концентрация на реагентите:
{\displaystyle \mathrm {CO_{2}+H_{2}O{}^{\mathrm {\quad Carbonic\ anhydrase} }\!\!\!\!\!\!\!\!\!\!\!\!\!\!\!\!\!\!\!\!\!\!\!\!\!\!\!\!\!\!\!\!\!\!\!\!\!\!\!\!\!\!{\overrightarrow {\qquad \qquad \qquad \qquad }}H_{2}CO_{3}} } (в тъканите – висока концентрация на CO2);
{\displaystyle \mathrm {H_{2}CO_{3}{}^{\mathrm {\quad Carbonic\ anhydrase} }\!\!\!\!\!\!\!\!\!\!\!\!\!\!\!\!\!\!\!\!\!\!\!\!\!\!\!\!\!\!\!\!\!\!\!\!\!\!\!\!\!\!{\overrightarrow {\qquad \qquad \qquad \qquad }}CO_{2}+H_{2}O} } (в белите дробове – ниска концентрация на CO2).
Съществува вероятност при физиологичните концентрации на реагиращите вещества и продуктите общата промяна на свободната енергия на Гибс да е силно отрицателна, което, от своя страна, прави процеса необратим. Тогава ензимът практически катализира единствено правата реакция.

## Ензимна кинетика
Ензимната кинетика си поставя за цел да изследва как ензимите се свързват с техните субстрати и ги превръщат в продукти, както и да определи скоростта на това превръщане. През 1913 г. Леонор Михаелис и Мауд Ментен поставят основите на количествената теория на ензимната кинетика. Техните работи са доразвити от Бригс и Джон Холдейн с представянето на нов математически апарат.
Михаелис и Ментен разглеждат ензимната реакция като разделена на два стадия. В първия има равновесна реакция на свързване на субстрата с ензима до формиране на ензимсубстратен комплекс. Като втори стадий те поставят необратима реакция на превръщането на субстрата в продукт и освобождаването на продукта от ензима. Моделът е за едносубстратна реакция:
{\displaystyle E+C{\begin{matrix}k_{1}\\\longrightarrow \\\longleftarrow \\k_{-1}\end{matrix}}EC{\begin{matrix}k_{2}\\\longrightarrow \\\\\end{matrix}}E+\Pi }
Константите k1,k-1 и k2, посочени в уравнението, са съответните скоростни константи на химичните реакции. Въз основа на това предположение са съставени няколко кинетични уравнения за описването и практическото намиране на скоростта на ензимната реакция. Повечето ензими се подчиняват на този модел, известен като кинетично уравнение на Михаелис-Ментен.
Кинетичното уравнение, което описва скоростта на ензимната реакция (v) във всеки момент, се извежда от посочения модел и изглежда така:
{\displaystyle v=k_{2}[E_{0}]{\frac {[C]}{K_{m}+[C]}}=V_{max}{\frac {[C]}{K_{m}+[C]}}}
Съответните означения са коментирани в детайли по-надолу.

### Скорост на реакциите, провеждани посредством ензими
Ензимите могат да увеличат скоростта на реакциите чрез защитаване или даване на възможност за различен път на реакцията с по-ниска активираща енергия, което прави по-лесно протичането на съответната реакция. Общата скорост на ензимно катализираната реакция зависи от много фактори като температура, pH на средата, концентрации на реагентите, присъствието на инхибитори и др.
Веществата (A и B) се нуждаят от голямо количество енергия (E1), за да достигнат междинното състояние A…B, което след това реагира до краен продукт (AB). Ензимът (E) образува микросреда, в която A и B могат да реагират до междинното състояние (A…E…B) по-лесно, намалявайки необходимата енергия (E2). Като резултат се повишава вероятността за осъществяване на тази реакция и така се повишава скоростта ѝ.
От практически съображения са въведени няколко показателя за кинетичното характеризиране на дадена реакция – максимална скорост, начална скорост, константа на Михаелис-Ментен, оборотно число и константа на специфичност.
Максималната скорост (Vmax) се постига при пълно насищане на ензима до отсъствието на свободни ензимни молекули. Практически се намира, като постепенно се увеличава концентрацията на субстрата при наблюдаване на постоянна скорост (максимална скорост Vmax на формирането на продукт). Тогава концентрацията на ензимсубстратния комплекс е числено равна на началната концентрация на ензима. При разглеждането на кинетичните уравнения при такива условия лесно се изчислява и константата на Михаелис-Ментен (равна на субстратната концентрация, която е необходима за достигане на 1/2 от максималната скорост). Константата на Михаелис-Ментен (Km) е показател за сродството на ензима към неговия субстрат в рамките на ензимсубстратния комплекс – колкото по-голяма е тя, толкова по-лесно ензимът се освобождава от своя субстрат.
Забележка. Константата на Михаелис-Ментен често погрешно се интерпретира като дисоциационна константа, но това е вярно само когато скоростта на превръщането на ензимсубстратния комплекс в продукт е много по-малка от скоростта на разпадането му до субстрат.
Началната скорост (V0) е проблем за измерване, тъй като концентрацията на субстрат се променя в течение на реакцията. За определянето ѝ се използват значителни концентрации на субстрат, надвишаващи тази на ензима. При това условие промяната на концентрацията на субстрат в първите няколко секунди от реакцията е незначителна и с подходящ математически апарат може да се определи началната скорост на реакцията.
Оборотното число (kcat, за прости реакции kcat=k2) е показател за ефективността на ензима. Това е скоростната константа на превръщането на ензимсубстратния комплекс в продукт и неговото освобождаване. Кинетичният смисъл на оборотното число е максималният брой субстратни молекули, които могат да се преработят от един активен център за една секунда.
Последният показател за характеристика на ензим е т. нар. константа на специфичност – отношението между оборотното число и константата на Михаелис-Ментен. Това позволява сравнение на каталитичната ефективност на различни ензими или преработката на различни субстрати от един ензим. Кинетичният смисъл е максималният брой на субстратни молекули, превърнати за единица време от един активен център при еднакви условия на афинитет към субстрата. Има горна граница на тази константа и това е скоростта на проста дифузия на ензима в разтвор – не е възможно да се превърнат повече молекули от достъпните за контакт в разтвор. Скоростта на дифузия на ензима от субстрата е в рамките на 108 – 109 mol-1.l. s-1. Много ензими притежават константи на специфичност в този порядък и те се означават като каталитично перфектни. Примери за такъв тип каталитично перфектни ензими са ацетилхолинестераза, карбоанхидраза, каталаза, кротоназа, фумараза, b-лактамаза.

## Функции
Ензимите катализират биохимични реакции. С тяхна помощ се извършва синтез и разграждане на органичните вещества, редуциране, окисление, обмяна на веществата между организмите и околната среда.

### Роля на ензимите в химическите реакции
Ензимите могат да свържат две или повече реакции, така че термодинамично най-вероятната реакция може да бъде използвана, за да доведе до термодинамично по-малко вероятна такава. Един от най-общите примери за това са ензимите, използвани за дефосфорилация на аденозин трифосфат (АТФ).

## Ензими и здраве
Ензимите са особено важни за живите организми и неправилната работа дори на един от около 2000 съществуващи в организма ензима може да доведе до заболяване. Пример на болест, причинена от неправилно функциониране на ензим, е фенилкетонуриа. При нея ензимът фенилаланин хидроксилаза, който преработва основната аминокиселина фенилаланин в тирозин, просто не работи. Това води до повишаване на нивата на фенилаланин с последици от увреждане на мозъка и забавяне на умствената дейност.
Ензимите в човешкото тяло също се влияят от инхибитори. Аспиринът например инхибира ензимите, преработващи простагландините (веществата, които дават сигнал на имунната система за инфекция или възпаление), и по този начин потиска болката и възпалението. Ензимите се използват и в ежедневните продукти като миещи препарати, където ускоряват химическите реакции при прането (например разлагане на петна от кръв или други органични вещества).

## Храносмилателни и метаболитни ензими
Храненето при животните е основано на храносмилателни ензими като α-амилаза, трипсин. Основната роля е за храносмилането на храната и осигуряването на хранителните вещества за цялото тяло. Друг клас ензими се наричат метаболитни ензими. Тяхната роля е да катализират химическите реакции в цялото тяло, включително и приемането на кислород. Повечето от нашите клетки (с изключение на еритроцитите) биха страдали от недостиг на кислород даже и при негов излишък без действието на ензима цитохром оксидаза. Ензимите също играят роля при контракцията на мускулите и отпускането им. Факт е, че без тези два класа ензими животът няма как да съществува.

## Правила за наименуване на ензимите
Общоприето е името на ензима да се състои от описанието му, завършващо с -аза, например алкохолдехидрогеназа или ДНК полимераза. Съществува систематична номенклатура на ензимите, в която всеки отделен представител притежава уникален номер (EC – номер). Това е последователност, започваща с EC (Enzyme Commission) и 4 отделни числа, разделени с точки (напр. EC 4.3.1.17). Първото число показва класа, второто – подкласа, а последното – вида реакция, която се катализира от съответния ензим. Най-общо първото число класифицира ензимите по механизма на действието им в 6 основни класа:
- EC 1 оксидоредуктази (Oxidoreductases): ензими, катализиращи окислително-редукционните процеси;
- EC 2 трансферази (Transferases): ензими, катализиращи трансфера на функционални групи (напр. метилна или фосфатна група);
- EC 3 хидролази (Hydrolases): ензими, катализиращи хидролизни процеси при различни връзки;
- EC 4 лиази (Lyases): ензими, катализиращи разкъсването на химични връзки, без това да става чрез хидролиза или окисление;
- EC 5 изомерази (Isomerases): ензими, катализиращи изомеризационни промени в молекули;
- EC 6 лигази (Ligases): ензими, които свързват 2 молекули с ковалентни връзки, като необходимата енергия се доставя от хидролизата на енергетично богато съединение (напр. АТФ).[15]

## Ензими и класове ензими
- Аденилатциклаза: участва в пренасянето на сигнали по-скоро в разделянето им (превръщане от аденозин трифосфат АТФ в АМФ цикличен аденозин монофосфат)
- Алкохолдехидрогеназа: разкъсва алкохолите до алдехиди в човешкия черен дроб, образува алкохол при ферментация на мая
- Алкална фосфатаза
- Амилаза: разцепва нишестетата в малтоза, присъства в човешката слюнка, а също се отделя от панкреаса
- Ангиотензин: превръщащ ензим
- АТФази: тези ензими хидролизират АТФ в АДФ и неорганични фосфати
- АТФ-синтаза: образува АТФ от АДФ, неорганични фосфати и някои форми на енергия
- Автолизин: общо название на ензимите, които причиняват смърт на клетките
- Бета-галактозидаза: виж лактаза
- Бета-лактамаза: разгражда пеницилина; така бактериите, които произвеждат beta-lactamase, стават устойчиви
- Каталаза: превръща водородния пероксид в кислород и вода
- Хитиназа: разкъсва хитина
- Холинестераза
- Химозин: съдържа се в стомаха и причинява пресичане на мляко (сирищен ензим)
- Химотрипсин: разгражда белтъците
- Коензим Q – цитохром C-редуктаза: участва в електронния трансфер, намалявайки цитохром C, и изпраща протони през клетъчната мембрана
- Цитохром C-оксидаза: краен етап на електронния трансфер, при който кислородът се редуцира до вода
- Цитохром C-пероксидаза: взима редукционния еквивалент от цитохром C и редуцира водородния пероксид до вода
- Дейодиназа: активира тироидните хормони посредством отнемане на йод
- Диастаза: превръща нишестето в глюкоза
- Дихидрофолатредуктаза: редуцира дихидрофолиевата киселина до тетрахидрофолиева киселина
- ДНК гираза
- Глутаматдекарбоксилаза: синтезира невротрансмитера ГАБК (гама-аминобутиринова киселина) в мозъка
- Глутатионпероксидаза: предпазва клетките, като превръща водородния пероксид във вода
- Изомераза: превръща молекулите в друга изомерна форма
- Кинази: катализират трансфера на фосфатни групи
- Лактаза (бета-галактозидаза): декомпозира лактозата в галактоза и глюкоза
- Лигази: всички ензими, които могат да свържат (лигират) две молекули с ковалентна връзка
- Лиази: всички ензими, които могат да елиминират една група от дадена молекула, за да образуват двойна връзка или обратно
- Моноаминоксидаза (МАО): оксидира определени невротрансмитери и биологически активни амини
- НАДН дехидрогеназа: първият комплекс в електорнния трансфер, прехвърлящ електрони от никотинамидаденин динуклеотид (НАДН) към коензим Q
- Нитрогеназа
- Орнитиндекарбоксилаза: обработва орнитина като първа стъпка от производството на полиамиди
- Пероксидаза: група ензими, които могат да преобразуват въглероден пероксид и подобни на него съединения
- Фенилаланинхидроксилаза
- Фосфолипаза
- Полимераза: изгражда полимерни дълги вериги на нуклеинови киселини от техните съставки
- Протеаза (протеиназа, пептидаза): ензимите, които разрушават пептидни връзки на белтъците
- Протеинкинази: ензими, които прехвърлят една фосфатна група към един аминокиселинен остатък от белтък
- Протеинфосфатази: ензими, които отделят една фосфатна група от един аминокиселинен остатък от белтък
- Рестрикционни ензими (рестриктази): ензими, които прекъсват ДНК или РНК на определени места
- Обратна транскриптаза: използва се от ретровирусите за транскрибиране на информация от РНК върху ДНК
- Рибулозобифосфаткарбоксидаза: свързва въглерода в зелените растения
- РНК-аза: ензими, които могат да разделят РНК на съставящите я нуклеотиди
- Супероксид дисмутаза: преобразува супероксида в кислород и въглероден пероксид
- Тирозинкинази: ензими, които прехвърлят фосфатни групи към един тирозинов остатък от белтък
- Тирозиназа
- Уреаза: хидролизира карбамида до въглероден диоксид и амоняк
- Ксантиноксидаза: оксидира хипоксантина до ксантин и след това до пикочна киселина

## Подробна класификация
- Класификация на ензими